# Horezu
Horezu là một thị xã thuộc hạt Vâlcea, România. Dân số thời điểm năm 2002 là 6813 người.